# Reibnitz (Adelsgeschlecht)

Stammwappen derer von Reibnitz

Reibnitz, auch Rybnitz, ist der Name eines alten ursprünglich schlesischen Adelsgeschlechts. Die Familie, deren Zweige zum Teil bis heute bestehen, gehört zum schlesischen Uradel. Später gelangten die Herren von Reibnitz auch in Sachsen, Preußen, Pommern und Kurland zu Besitz und Ansehen.

## Geschichte

### Herkunft

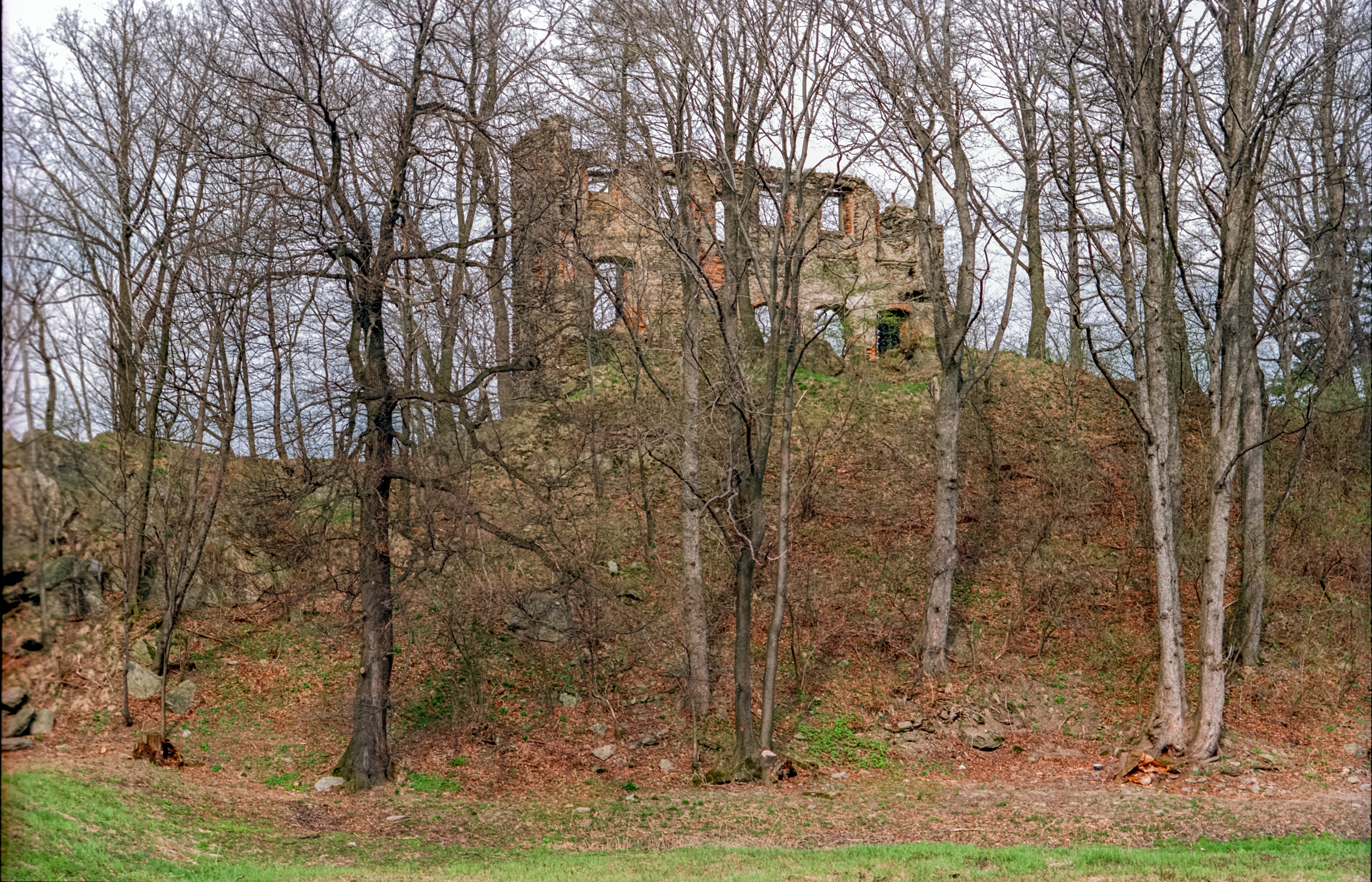
Burg Läusepelz

Erstmals erwähnt wurde das Geschlecht im Jahre 1288 mit Henricus de Rybnicz als Zeuge in einer Urkunde. Auch die zeitlich folgenden frühen Namensträger, erscheinen als Zeugen in von den schlesischen Herzögen ausgestellten Urkunden.
Das Genealogische Handbuch des Adels beginnt die gesicherte Stammreihe der Familie mit dem Ritter Konrad von Reibnitz, der zwischen 1307 und 1337 urkundlich erscheint. Burg Läusepelz, das gleichnamige Stammhaus bei Hirschberg im damaligen Herzogtum Jauer, ist heute ein Ortsteil der Gemeinde Stara Kamienica (Alt Kemnitz) in der Woiwodschaft Niederschlesien in Polen und war seit 1300 in Familienbesitz.
Nach Kneschke waren Angehörige des Geschlechts Burgmannen und Vasallen der Herzöge von Schweidnitz-Jauer aus dem Hause der schlesischen Piasten. Um 1300 errichtete Seyfried Reibnitz das Dorf Seifershau. 1335 erscheint Cunadus de Reibnitz, der von Herzog Bolko von Fürstenberg einen Wirtschaftshof in Kaubitz zu Lehn erhielt. Vermutlich derselbe Cunadus, jetzt Ritter, siegelt als Schiedsrichter in einer Urkunde des Klosters Kamenz. Nicolaus von Reibnitz erscheint um 1342 als Assessor im Ritterechte zu Schweidnitz und Heinrich von Reibnitz war 1386 Marschall des Breslauer Bischofs Preczlaw von Pogarell. Frühere Schreibweisen des Familiennamens waren auch von der Reibnitz bzw. von der Rybnitz.

### Ausbreitung und Besitzungen
Sechs zwischen 1342 und 1388 in Urkunden genannte Brüder von Reibnitz, hinterließen eine zahlreiche Nachkommenschaft die neben den ererbten Gütern Rohnstock, Wederau und Falkenberg weiteren bedeutenden Grundbesitz in Schlesien erwerben konnten. darunter 1347 Klein Belmsdorf. Von 1385 bis 1448 erscheinen mehrere Angehörige der Familie als Ritter des Deutschen Ordens in Preußen.
Schon früh begründete das Geschlecht die Häuser zu Rathen, Arnsdorf, Falkenberg und Dietzdorf (Ciechów bei Neumarkt), Baumgarten und Dorndorf.
Arnsdorf erwarben die Brüder Günther, Conrad und Georg von Reibnitz 1491 von der Familie von Runge. Nach Conrads frühem Tode erbauten Günther und Georg an der Stelle des heutigen Dominiums ein zweites Gut, den sogenannten Oberhof. 1656 wurde die Herrschaft verkauft, nachdem Heinrich von Reibnitz durch den Dreißigjährigen Krieg in Überschuldung geraten war.
Das Haus zu Rathen teilte sich in die Nebenlinien Ocklitz (heute Okulice, Gemeinde Sobótka/Zobten), Fürstenau, Peterswaldau und Niederstradam (Gemeinde Radzowice). Das Haus zu Arnsdorf besaß die Nebenlinien Buchwald (ab 1573), Kauffungen (Nieder Kauffung), Erdmannsdorf, Leipe und Langenhellwigsdorf. Das Haus Falkenberg begründete die Seitenlinien Wederau im Herzogtum Schweidnitz-Jauer und Graebel. Das Rittergut  Zilmsdorf in der Oberlausitz (heute Cielmów, Gemeinde Tuplice), das ein Vasallengut der Standesherrschaft Muskau gewesen war,  befand sich seit ungefähr  1550 im Besitz eines Zweigs  der Familie.
Neben diesen Stammgütern waren auch Harpersdorf bei Liegnitz, Pasterwitz, Kander und Polkau bei Schweidnitz, Neudorf und Altschönau bei Jauer, Steinseifen und Glausnitz bei Hirschberg und Görlsdorf und Kemnitz in der Lausitz zeitweise im Besitz bzw. Teilbesitz der Familie. Mitte des 19. Jahrhunderts besaß ein von Reibnitz Kerschitten (heute Ortsteil von Gmina Rychliki) im ehemaligen Landkreis Preußisch Holland als Lehen. Außerdem waren die Geschwister von Reibnitz zu Geisslen im Landkreis Mohrungen, Emil von Reibnitz auf Buchwalde im Landkreis Bütow, Julius Heinrich von Reibnitz, Landesältester, zu Holzkirch im Landkreis Lauban und Wilhelm von Reibnitz zu Höckricht im Landkreis Ohlau begütert.

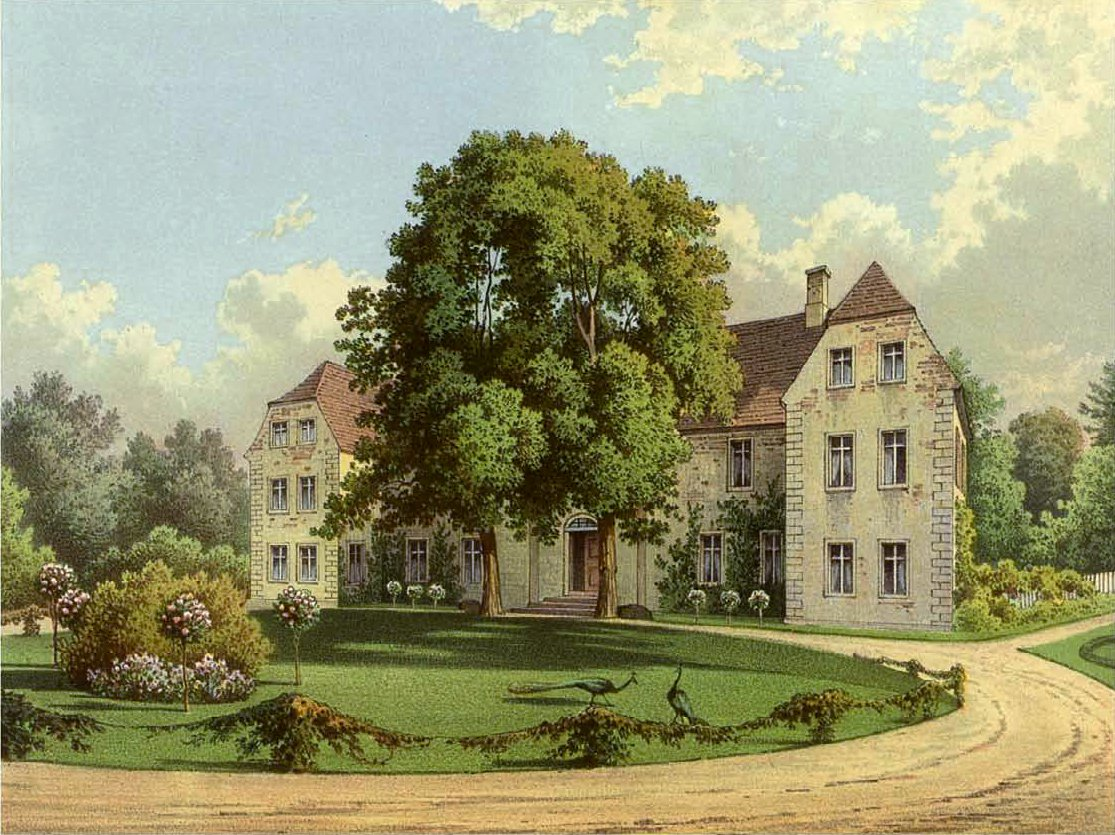
Rittergut  Zilmsdorf um 1860, seit ungefähr 1550 im Besitz der Familie (Sammlung Duncker)
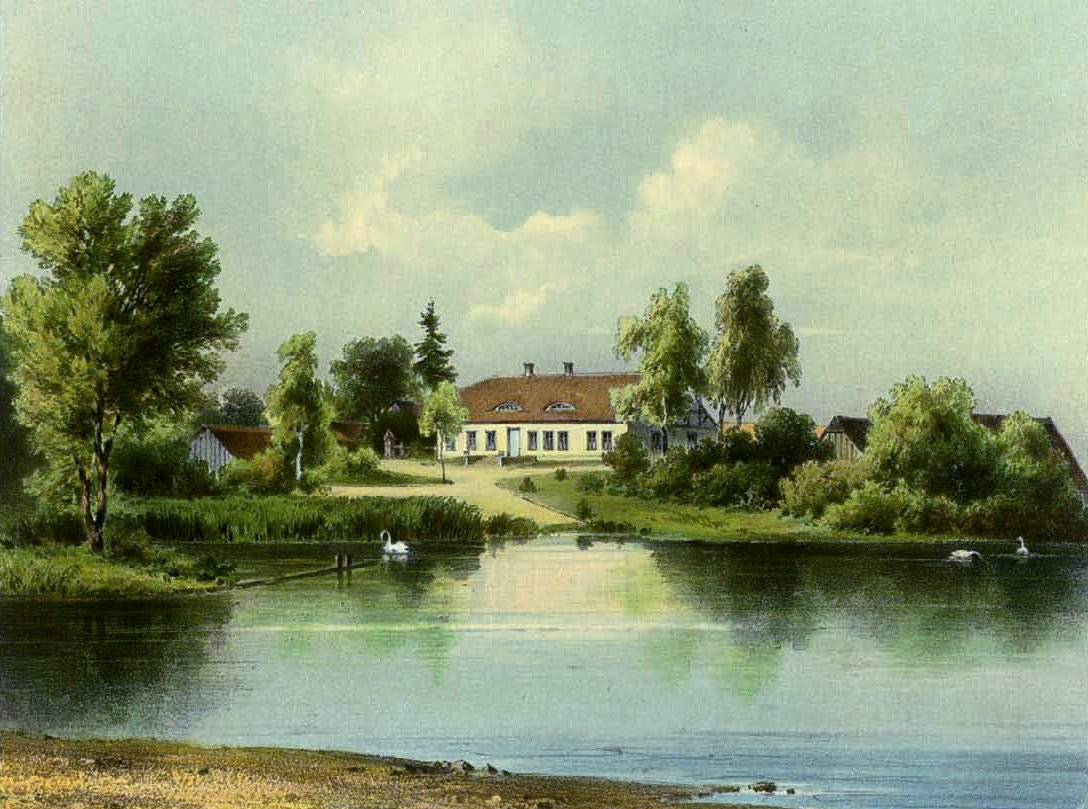
Rittergut Kerschitten um 1860, Sammlung Alexander Duncker
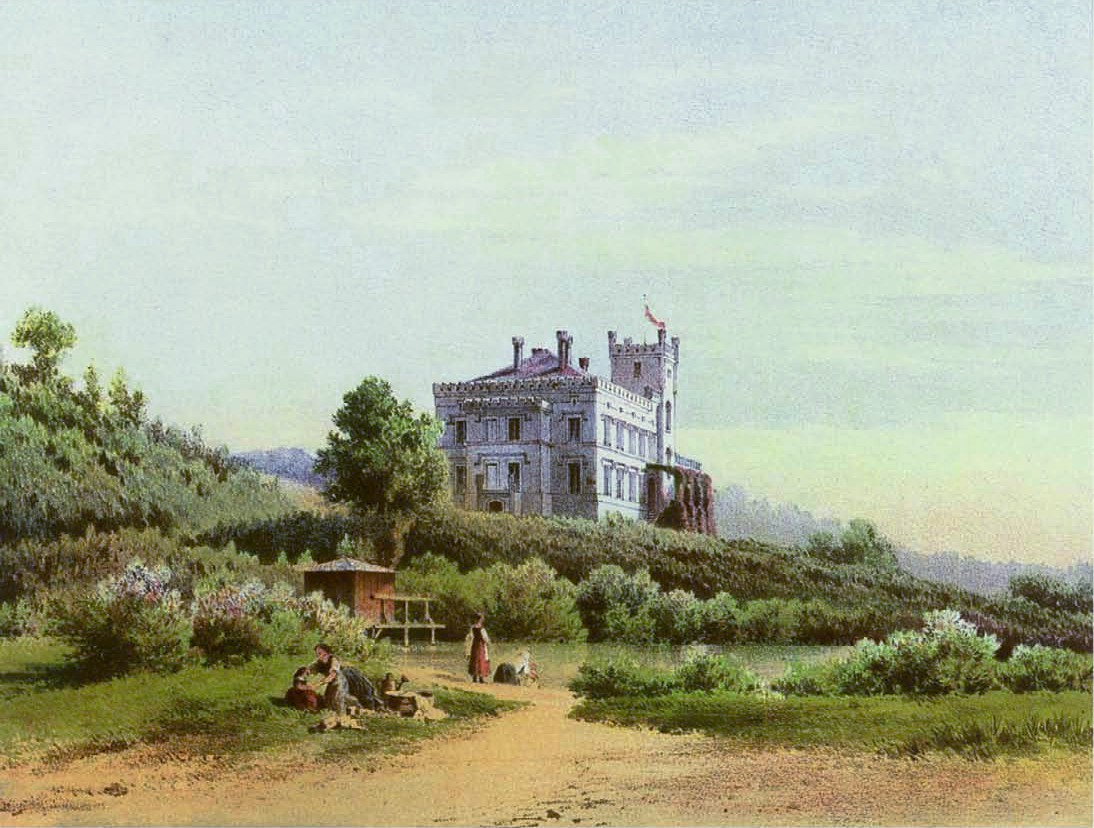
Schloss Gross Grauden, Sammlung Alexander Duncker

### Persönlichkeiten
Christoph von Reibnitz, Domherr des Stifts zum Heiligen Kreuz in Breslau, errichtete 1495 die Kirche zu Kaubitz, einem früher sehr häufig besuchten Wallfahrtsort. Adam von Reibnitz und Rathen starb 1614 als Landgerichtspräsident zu Breslau. Anna Ursula von Reibnitz († 1658) heiratete am 26. August 1636 Heinrich Wenzel, den Herzog von Münsterberg, die 1637 von Kaiser Ferdinand II. zur Herzogin von Bernstadt erhoben wurde.
Verwandtschaften bestanden u. a. mit den Grafen von Hochberg und den Freiherren von Zedlitz. Johann Leopold Freiherr von Reibnitz heiratete Anna Eleonora von Netz. Ihr gemeinsamer Sohn Johann Maximilian Leopold Freiherr von Reibnitz, Herr auf Buchwald, Erdmannsdorf und Schreibendorf starb 1795 ohne Nachkommenschaft und wurde von seinen Schwestern beerbt. Sein Bruder Christoph Friedrich Freiherr von Reibnitz war viermal verheiratet, jedoch blieben alle Ehen kinderlos. Er adoptierte am 27. Dezember 1756 seinen Vetter Gottfried Diprand Wilhelm Freiherr von Reibnitz aus dem Haus Erdmannsdorf-Leipe, der den Stamm fortsetzte. Sein ältester Sohn Ernst Freiherr von Reibnitz (1765–1829), Herr auf Roschkowitz, wurde königlich preußischer Oberlandesgerichtspräsident. Er war in zweiter Ehe verheiratet mit Ulrike Gottliebe Amalie Freiin von Blomberg-Sergemiethen. Aus der Ehe stammen zwei Söhne. Sohn Karl Freiherr von Reibnitz (* 1803) wurde königlich preußischer geheimer Regierungsrat und Besitzer des von Heinrich von Reibnitz gegründeten Familienfideikommiss. Er starb 1856 als Zolldirektor des Großherzogtums Luxemburg. Sein Sohn aus der Ehe mit Antonie von Gilgenheimb aus dem Haus Franzdorff, Emil Freiherr von Reibnitz (1805–1868), Chef des Familienseniorates, wurde Präsident der königlich preußischen Generalkommission für die Regulierung der gutsherrlichen und bäuerlichen Verhältnisse in der Provinz Sachsen. Er heiratete Clara Charlotte Elisabeth von Reden aus dem Haus Hastenbeck und setzte den Stamm fort.
Der aus einem preußischen Zweig kommende Hans Christoph von Reibnitz, seine genaue Herkunft ist nicht geklärt, war 1663 Erbsaß zu Gottschalksdorf bei Graudenz. Er war der Stammvater des litauisch-kurländischen Hauses. Seine Söhne wurde Offiziere in der königlich-polnischen Armee. Sein Enkel Christoph Albrecht von Reibnitz diente als polnischer Generalmajor in der litauischen Armee. Er besaß unter anderem Chrzanów bei Sluzk und konnte als Delegierter bei der Wongrower Synode die Anerkennung des lutherischen Konsistoriums zu Wilna durchsetzen. Christoph Albrechts Sohn Stanislaus von Reibnitz, litauischer Oberstleutnant, wurde später Flügeladjutant des polnischen Königs. Durch seine Ehe mit Luise von Knabenau gelangte die Familie nach Kurland. Carl von Reibnitz, ein Sohn des Paares, wurde kaiserlich russischer General. Er erwarb 1830 von den Erben seines Schwiegervaters Gideon Adam von Freytag von Loringhoven, die Erbgüter Demmen, Gartensee und Grenzental im Gouvernement Kurland und erhielt als kaiserlich Donation das Majorat Wolborz im Gouvernement Kalisch. Der Zweig erlosch 1884 mit dem Tod von Constantin von Reibnitz im Mannesstamm. Das Majorat Wolborz konnte nicht vererbt werden, da es nur an Personen der christlich-orthodoxen Konfession vergeblich war.
Bedeutende Angehörige aus neuer und neuster Zeit waren Johannes von Reibnitz (1882–1939), nationalsozialistischer Politiker und 1933 bis 1939 Mitglied des Reichstages, und der Sozialdemokrat Kurt von Reibnitz (1877–1937), der dreimal als Erster Staatsminister von Mecklenburg-Strelitz amtierte. Marie Christine von Reibnitz (* 1945) heiratete 1978 Prince Michael of Kent, einen Enkelsohn von König Georg V. und Cousin von Königin Elisabeth II. Sie ist Mitglied der britischen Königsfamilie.

### Standeserhebungen
Anna Ursula von Reibnitz († 1658) wurde am 16. Januar 1637 von Kaiser Ferdinand II., auf Grund ihrer Heirat (26. August 1636) mit Herzog Heinrich Wenzel von Münsterberg, in den Fürstenstand mit dem Titel Herzogin von Bernstadt erhoben.
Die aus dem preußischen Stamm kommenden Brüder Johann von Reibnitz, königlich preußischer Leutnant a. D. und späterer Schlosshauptmann zu Mitau, und Carl von Reibnitz, kaiserlich russischer Oberst und Kommandeur des 4. Jäger-Regiments, erhielten am 21. April 1817 das Indigenat der Kurländischen Ritterschaft.
Aus dem schlesischen Stamm, Linie Arnsdorf, erhielten die Brüder Johann Leopold von Reibnitz, auf Arnsdorf, Buchwald und Erdmannsdorf, Landesältester und Christoph Friedrich von Reibnitz, auf Stonsdorf, am 16. Juli 1724 zu Wien von Kaiser Karl VI. den böhmischen Freiherrenstand.
Aus dem schlesischen Stamm, Linie Leipe, erhielt Gottfried Diprand von Reibnitz aus dem Haus Leipe, seit 27. Dezember 1756 Adoptivsohn von Christoph Friedrich Freiherr von Reibnitz, am 20. Januar 1757 zu Dresden eine preußische Anerkennung der Adoption durch Allerhöchste Kabinettsorder. Einhundert Jahre später, am 20. Januar 1857 zu Schloss Charlottenburg, erfolgte die preußische Anerkennung des Freiherrenstandes durch Allerhöchste Kabinettsorder für die sechs Kinder des 1856 verstorbenen Karl Freiherr von Reibnitz, königlich preußischer Regierungsrat und Zolldirektor. Seinem Bruder Emil Freiherr von Reibnitz, Präsident der königlich preußischen Generalkommission in Merseburg, wurde der Freiherrenstand am 20. Juni 1857 durch Heroldsamtsreskript anerkannt.

### Briefadelige Linien
Eine Verwandtschaft des uradligen Geschlechts von Reibnitz besteht zu zwei briefadligen Linien und ist ebenso im Gothaischen Genealogischen Taschenbuch 1931 nachgewiesen.
Anna Beata, die natürliche Tochter des königlich preußischen Premierleutnants außer Dienst Johann Carl von Reibnitz aus dem Haus Kerschitten und Adoptivtochter ihrer Tante Anna Margaretha von Perbandt (geborene von Reibnitz), erhielt am 13. August 1789 zu Berlin, unter Beilegung des väterlichen Namens und Wappens, eine preußische Adelslegitimation.
Ebenfalls eine preußische Adelslegitimation unter Beilegung des väterlichen Namens und Wappens erhielt am 10. Juni 1868 zu Berlin Friederike, die natürliche Tochter von Fedor von Reibnitz auf Hermannsthal bei Köslin, königlich preußischen Major außer Dienst, und der Charlotte Emilie Höft.

## Wappen

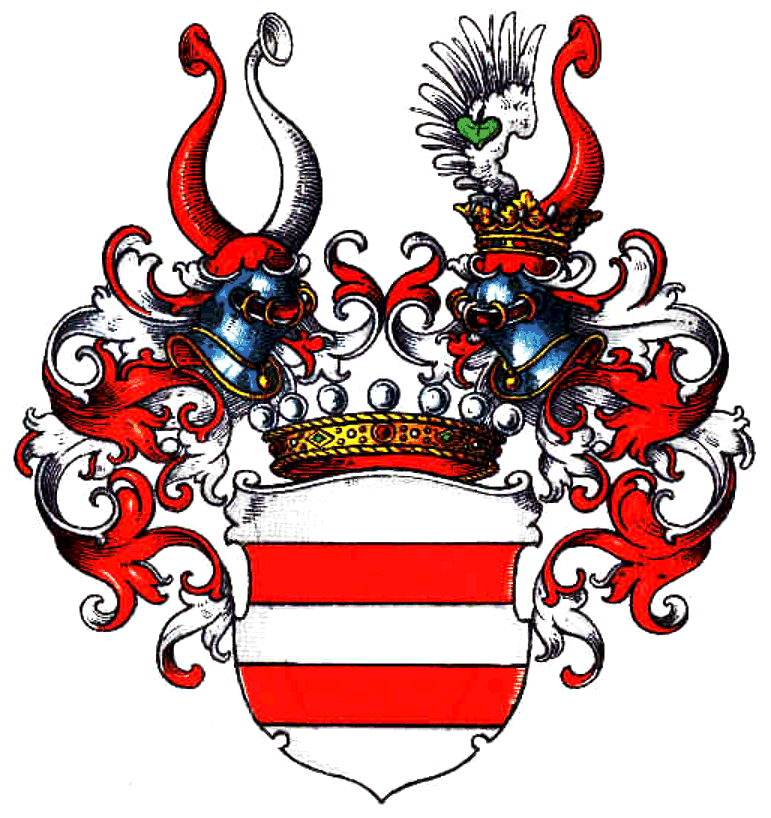
Wappen der Freiherren von Reibnitz

### Stammwappen
Das Stammwappen zeigt in Silber zwei rote Balken. Auf dem Helm mit rot-silbernen Helmdecken ein rotes und ein silbernes Büffelhorn.

### Freiherrliche Wappen
Die freiherrlichen Wappen von 1724 und 1857 zeigen den Stammschild mit zwei Helmen und rot-silbernen Decken. Rechts der Stammhelm, auf dem linken rechts ein silberner Flügel mit grünem Blatt, links ein rotes Büffelhorn.

### Wappensage
1636 wurde Anna Ursula von Reibnitz († 1648) zur zweiten Gemahlin des Herzogs Heinrich Wenzel von Oels-Münsterberg. Als morganatische Ehefrau wurde sie am 16. Januar 1637 in Regensburg vom römisch-deutschen König Ferdinand III. zur Fürstin von Bernstadt erhoben. Sie soll auf der Erhebung bestanden haben, um ihre Kinder für den Hochadel zu legitimieren. Doch starben ihre Tochter und zwei Söhne bereits im Kindesalter. Im Volksmund hieß es später, sie habe sich geweigert, den Herzog zu heiraten ohne Fürstin zu sein, da im Piasten-Geschlecht nichts Unfürstliches sein dürfe. Tatsächlich entstammte der Herzog jedoch nicht diesem, sondern dem böhmischen Adelsgeschlecht Podiebrad. Weiterhin berichtet die Sage, dass in ihrem Wappen, zwischen den zwei roten Balken der Reibnitz, das Wort „Liebe“ gestanden habe.

## Bekannte Namensträger
- Alexander von Reibnitz (* 1967), Geschäftsführer von Die Papierindustrie
- Anna Magdalena von Reibnitz, geb. von Pusch (1664–1745), evangelische Gutsherrin in Ober-Schreibendorf (Pisarzowice, Kamienna Góra)
- Barbara von Reibnitz (* 1955), deutsche Altphilologin
- Carl Friedrich Wilhelm von Reibnitz (1728–1794), preußischer Landrat
- Ernst Karl Wilhelm von Reibnitz (1765–1829), Regierungspräsident in Glogau
- Emil von Reibnitz (1805–1868), Fideikommissherr, Direktor[7] des Landwirtschaftlichen Central-Vereins für die Provinz Sachsen
- Ernst Albrecht von Reibnitz (1839–1935), Ehrensenior der Familie, Gutsherr in Geißeln, Mitglied des Preußischen Herrenhauses, Ehren-Kommendator Johanniterorden
- Georg von Reibnitz (1849–1922), preußischer Generalleutnant
- Gottfried Diprand von Reibnitz (1729–1793), preußischer Landrat
- Hans von Reibnitz (1854–1931), Majoratsherr und Mitglied des Deutschen Reichstags (DFP)
- Hans-Christian von Reibnitz (* 1960), deutscher Diplomat
- Heinrich Alexander von Reibnitz (1755–1843), preußischer Landrat
- Johannes von Reibnitz (1882–1939), deutscher Politiker (NSDAP)
- Kurt Freiherr von Reibnitz (1877–1937), deutscher Politiker (SPD)
- Leopold von Reibnitz (1890–1972), deutscher Generalmajor
- Marie Christine von Reibnitz (* 1945), als HRH Princess Michael of Kent Mitglied der britischen Königsfamilie
- Paul von Reibnitz (1838–1900), Konteradmiral der Kaiserlichen Marine
- Rudolf von Reibnitz (1829–1909), preußischer General der Infanterie
- Ursula von Reibnitz (1915–1990), deutsche Schauspielerin

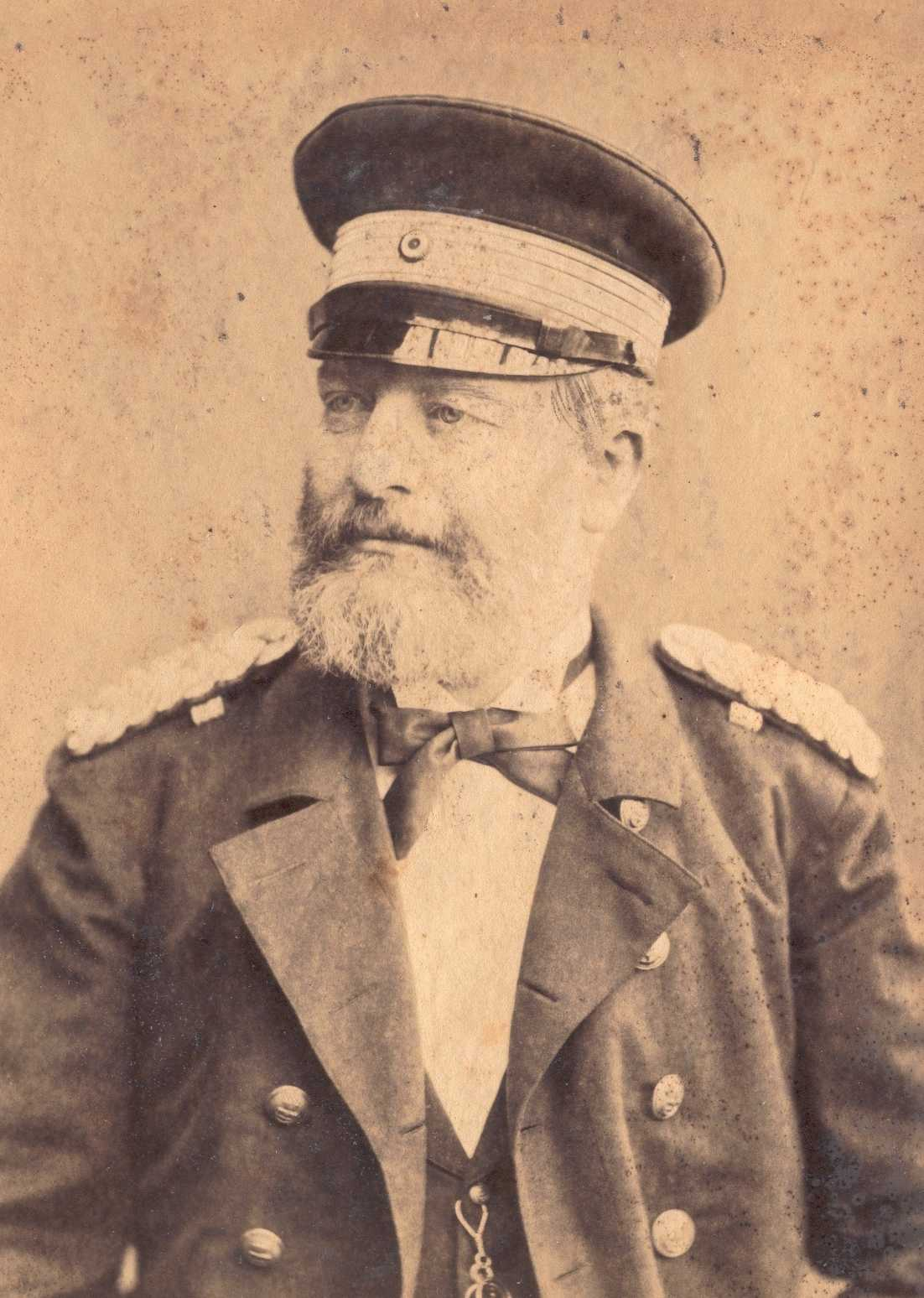
Paul von Reibnitz (1838–1900)
Johannes von Reibnitz (1882–1939)
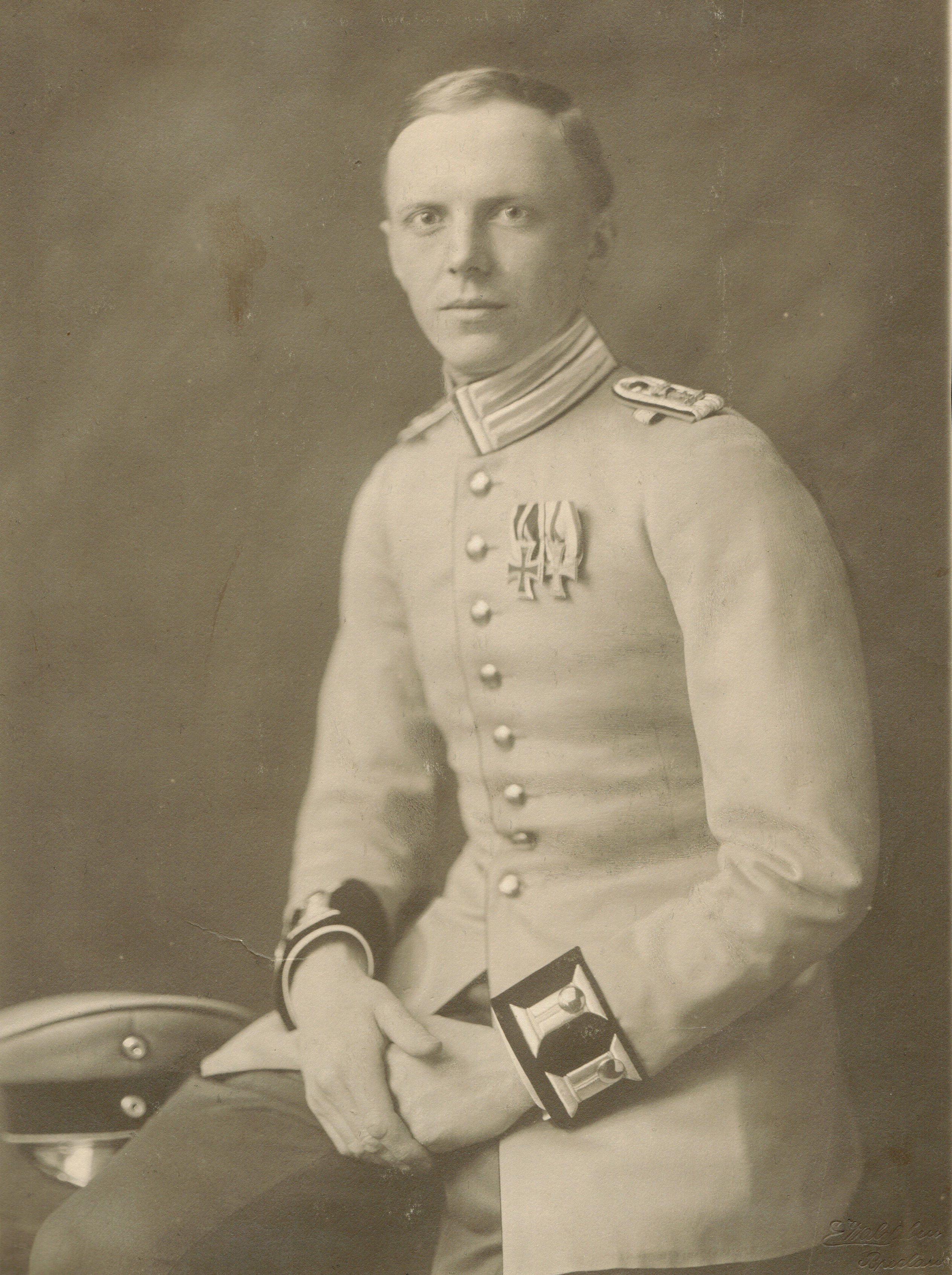
Günther von Reibnitz (1894–1983)
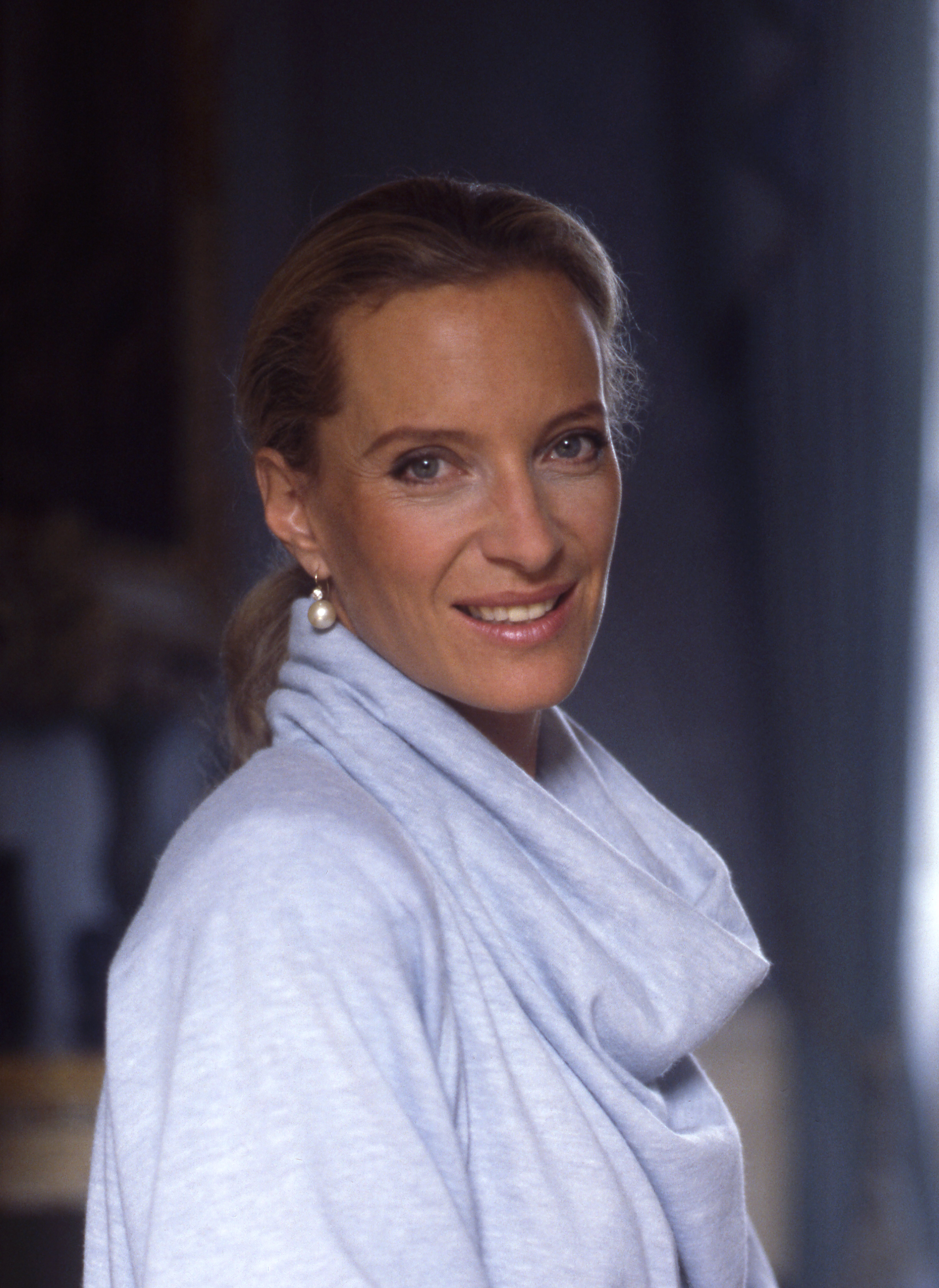
Marie Christine von Reibnitz, Prinzessin Michael von Kent (* 1945)

## Weitere Literatur
- Michael Sachs: Die Flucht der evangelischen Frau Anna Magdalena von Reibnitz (1664–~1745) mit ihren von der Zwangskatholisierung bedrohten fünf Kindern aus Schlesien im Jahre 1703 – ein Stimmungsbild aus dem Zeitalter der Gegenreformation und des Pietismus. In: Medizinhistorische Mitteilungen. Zeitschrift für Wissenschaftsgeschichte und Fachprosaforschung. Band 34, 2015, Deutscher Wissenschaftsverlag, Baden-Baden 2016, S. 221–263, passim.

## Sekundärliteratur
- Otto Hupp: Münchener Kalender 1912. Verlagsanstalt München/Regensburg, 1912.